# Recurvidris williami
Recurvidris williami är en myrart som beskrevs av Bolton 1992. Recurvidris williami ingår i släktet Recurvidris och familjen myror. Inga underarter finns listade i Catalogue of Life.